# Herrera (Santurce)
|                                                  |                                                         |
| Coordenadas                                      | 18°26′30″N 66°3′00″O / 18.44167, -66.05000              |
| Entidad • País • Territorio • Municipio • Barrio | Sub-barrio Estados Unidos Puerto Rico San Juan Santurce |
| Superficie                                       | 0,12 km² (0,05 mi²)                                     |
| Población • Densidad poblacional                 | 1.841 (2000) 14.922,7 km² (38.649,6 mi²)                |

Herrera es uno de los cuarenta “sub-barrios” del barrio Santurce en el municipio de San Juan, Puerto Rico. Según el censo del año 2000, este sector contaba con 1.841 habitantes y un área de 0,12 km².